# 레부차

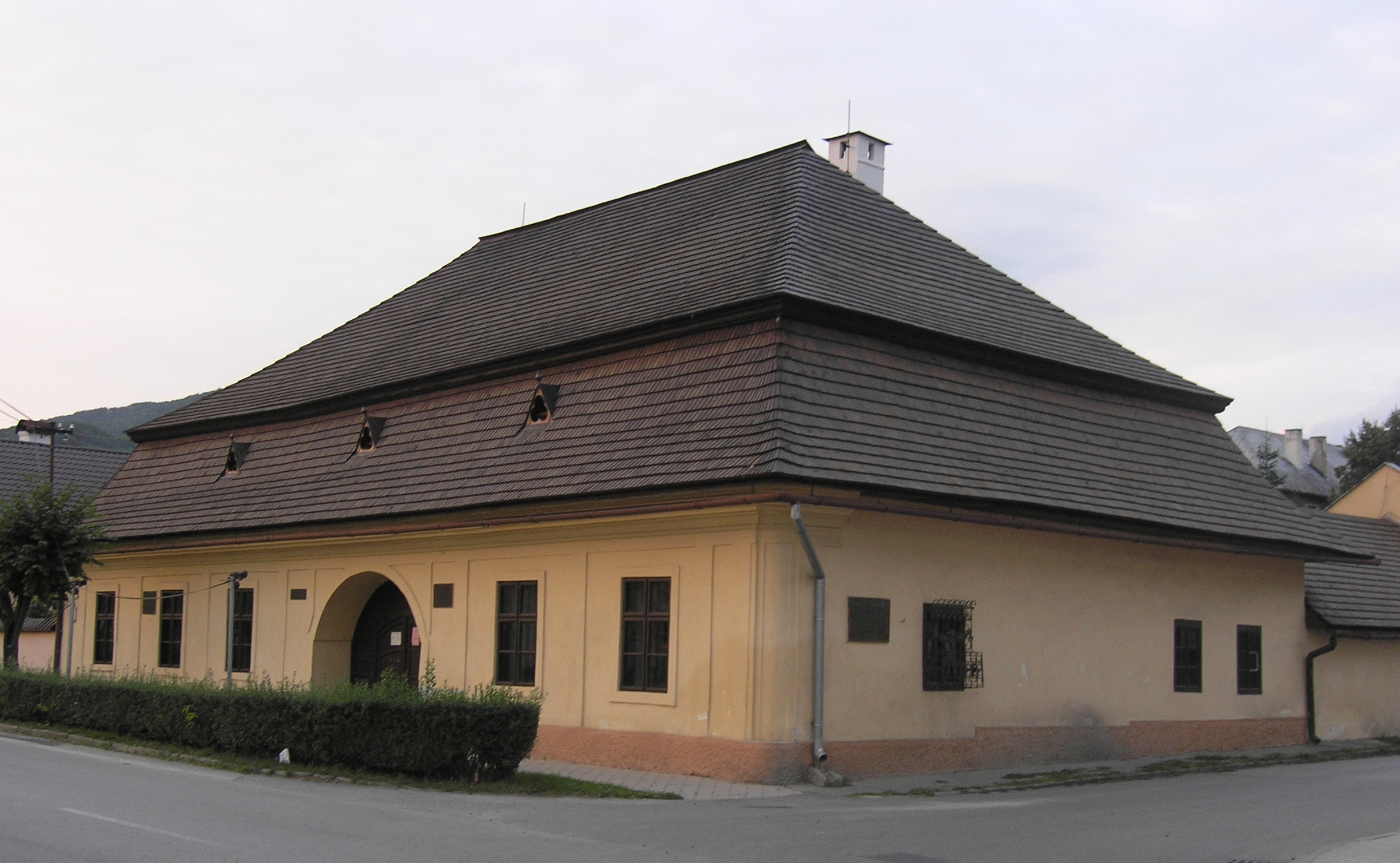

레부차(슬로바키아어: Revúca, 옛 이름: 벨카레부차(Veľká Revúca), 독일어: Groß-Rauschenbach 그로스라우셴바흐[*], 헝가리어: Nagyrőce 너지뢰체[*])는 슬로바키아 중부 반스카비스트리차 주에 위치한 도시로 면적은 38.867km2, 높이는 318m, 인구는 13,098명(2005년 기준), 인구 밀도는 337명/km2이다.